# 舞武器·舞亂伎
《舞武器·舞亂伎》是三次元為紀念10週年而推出的作品，與KADOKAWA共同企劃，電視動畫於2016年1月9日開始播出。完結後宣佈續篇《舞武器·舞亂伎 星之巨人》製作決定，於同年10月至12月播放。

## 故事簡介
10年前東的母親一希汀讓孩子和爸爸先去避難，自己留下來對抗從沉睡中甦醒的舞亂伎。當時東、妹妹還有爸爸跟著媽媽的舞亂伎（王舞）墜入地面，造成了巨大的災難，東因此被人說成為魔女的兒子。
時隔10年回國的少年一希東，某日，突然遭受武裝人員的襲擊而被囚禁。然後救出東的，是擁有意志的右手型態武器「舞武器」——青梅竹馬的少女朝吹黃金。知道舞武器的存在後，並能使用舞武器的東，與遇到的同伴開始復活在地下沉睡並有「王舞」之稱的舞亂伎（巨人）。

## 登場角色

### 主要人物
一希東（聲：（日）小林裕介、寺崎裕香（小孩）；（港）鄧肇基）
不會隨波逐流，會運用自己的頭腦思考並行動。與父親在全世界旅行。為了回到生別的母親所在的「寶島」而想要取回母親的舞亂伎「王舞」，暌違10年後回返日本。
有恐高症，非常害怕高處。舞武器為王舞的心臟。
被認為與母親不一樣，不會拋棄夥伴而是與夥伴一起並肩作戰。
動畫第10話破壞王舞心臟的外殼，進入王舞的大腦開啟前往寶島的門。
在寶島被其他國家隊破壞墜落時，決定要拯救寶島與禮央子，壓制住炎帝的同時將寶島的墜落點控制在海中。
受周作之托，前去救出禮央子時，遇到艾彼梅、梅格拉拉先後阻礙，擺脫後遇上黑色王舞。
舞亂伎之神重啟後，為救出禮央子，操控王舞進入舞亂伎之神的身軀，後王舞四肢開路，東與王舞身軀進入禮央子所在部位。
與禮央子會合後，融合王舞身軀與炎帝成為炎帝王舞，破壞掉杜洛克。
過上一年平靜的高中生活後，去探訪沉睡一年後醒來的禮央子，發現她雖然身體健康，但是已喪失所有記憶。
朝吹黃金（聲：（日）小澤亞李；（港）陳姻岐）
東的青梅竹馬。性格天真爛漫而溫柔，人見人愛。稱呼自己的舞武器為「小右」，如同家人般疼愛著它。從父親玄馬之處繼承了舞武器「雷上舞」。
舞武器為王舞的右手。
非常敵視的場井周作，認為他是殺死父親的兇手。
野野柊（聲：（日）齊藤壯馬；（港）黃榮璋）
喜歡裝酷，卻是性格好勝的熱血漢子。一心想利用王舞打倒「炎帝」奪回舞武器的驕傲，卻將東視作競爭對手，總想要取得領袖地位。從父親由樹之處繼承了舞武器「岩融」。
舞武器為王舞的左腳。
一開始想要奪取東的心臟，因為認為手腳只會被心臟丟下，但與東相處久了之後認為當手腳也沒關係，因為認為跟東一起，手腳便會與心臟一併前進。
對木乃亞有好感。
扇木乃亞（聲：（日）石上靜香；（港）姜嘉蕾）
就讀於大小姐學校的不良少女。舉止粗魯又愛打架，但烹飪水平頗高，劍道水平也是超一流。總是和靜流在一起。從母親巴之處繼承了兩個舞武器「吼丸」和「姬切」。
舞武器為王舞的左手。
曾與新走宗也有一段情，之後與其做了了斷但還是會被宗也的話語影響。
種臣靜流（聲：（日）小松未可子；（港）何凱怡）
常常有不可思議的言行，除了本人以外沒人能想像得到她5秒以後行動的天然系。被稱作天才的繪畫能力與戰鬥能力。將喜歡吃的蔬菜稱作「草」。從母親桃香之處繼承了舞武器「茲拉萊」。被石蕗秋人稱作天才。本身具有非常恐怖的靈子量。
舞武器為王舞的右腳。
與石蕗秋人首次當面見面戰鬥時，被稱作現在還不是美麗石頭，之後陷入低潮。
再與柳德米拉和吉安娜對決時，表示會親自打磨自己成為美麗的石頭。之後背對雙胞胎開出一槍，子彈迴轉射至身後，破壞柳德米拉的舞武器。

### 日本政府
萬流禮央子（聲：（日）潘惠美；（港）黎皓宜）
女主角之一。
以壓倒性武力背後操縱日本政府的人物。前任墮落政府誅殺舞武器使被她滅絕後，將現今的政府淪為其傀儡，監視著舞武器使(實際上是保護舞武器使)。麾下有號稱四天王的忠誠部下。
舞武器為炎帝的心臟，且操縱著舞亂伎「炎帝」。
外表為16歲的少女，但實際上其身體因不明原因而停止發育與不會死亡並持續了24年。
過去與汀是摯友，得知活不過16歲後，禮央子決定用炎帝留下自己存在的證明，汀得知讓其不死的方法。
汀便當場駕駛王舞，切斷炎帝的雙手雙腳後破壞心臟，炎帝失去心臟後以禮央子的身體作為代價。
讓禮央子成為自己的心臟，成為心臟後變的不老不死，不管受到任何傷害身體都會自動修復，只有大腦會因修復，不斷惡化，最終可能失去心靈。
汀登上寶島後下令全世界的心臟將停止運作，而禮央子則成為全世界唯一心臟還會跳動的舞武器使。
與從寶島落下的（舞亂伎 無首）對決，但沒有手腳的炎帝處於下風。
借助王舞的手腳以壓倒性的力量，將無首切斷雙手並把身體撕成兩半，勝利後說 :「一希汀的兒子，這才是守護國家的方式」。
操作完整型態的炎帝與東一行人的王舞對決，被王舞壓著推開即將落下俄羅斯本土的寶島，寶島掉落大海後，她與炎帝都被奇給救起後囚禁起來。
被東等人救出後，在秋人買下的別墅裡靜養，後來在舞亂伎之神的身軀出現的時候，被遭到奇控制的炎帝擄走，與炎帝一同成為連結舞亂伎之神身軀與頭部的要件。
後來東等人駕駛王舞進入舞亂伎之神，要將她救出來，東驅動王舞身軀部分突入禮央子所在區域，兩人的舞亂伎融為一體，被靜流稱做「炎帝王舞」。
她與東兩人駕駛「炎帝王舞」阻止奇的野心，在破壞杜洛克後，汀的意識覺醒並將東與薰子託付給她。
之後沉睡整整一年後才醒來，恢復身體健康的同時也喪失所有的記憶。
的場井周作（聲：（日）津田健次郎；（港）楊智聰）
禮央子手下四天王之一。炎帝的右手。
使用手槍舞武器戰鬥。與黃金有著很深的淵源。
時常說著：「沒時間了，沒時間了……」。
因保護黃金與宗也對決，勝利前因在地面的孩子出生而失去倫子變敗陣，向宗也說明自己選擇退出。東
玄馬死後年幼的黃金憤怒之下，雷上舞失控開始強制吸取黃金的倫子，為了保護黃金而準備破壞雷上舞時，它便帶著黃金逃離現場。
希望破壞「雷上舞」讓她做為普通女孩而不是舞武器使，但發現她作為舞武器使也能幸福，就不再執著破壞雷上舞。
寶島落下後生死不明。
在台灣再度登場，下跪請求東一行人拯救被囚禁的禮央子。
像黃金解釋一切後選擇餘生會保護她，黃金傷心一番後選擇不殺他但是並不會原諒他。
間絕美（聲：日笠陽子；（港）程文意）
禮央子手下四天王之一。使用懷錶舞武器戰鬥，有停止時間與任何地方伸出長刀的能力。高美學性格難以捉摸。基本上都於暗中活動。
化名「堀野」並提供情報予柊等人。
曾使用「無首（舞亂伎）」的心臟，運用宗也的能力暫時操作「炎帝」。
由於「炎帝」力量太過強大，而使自己身體手腳嚴重受傷。
在世界往寶島發射核彈時使用快要毀壞的舞武器阻止。
寶島落下後生死不明。
潛入民主陣線做奇的助手，竊取研究資料，後來救了要被斬首的薰子，與前來尋找薰子的東一起逃離民主陣線研究基地。
新走宗也（聲：木村昴；（港）蔡忠衛）
禮央子手下四天王之一。使用戒指舞武器戰鬥，可射擊與防禦，炎帝的左手。外貌嚴謹老成，實際為天王中最年少的人35歲，同時也是個醫生。
曾接近木乃亞並誘發其使用舞武器。
身為醫生所以是最清楚禮央子身體狀態的人，幫禮央子保守腦部逐漸惡化的秘密，希望禮央子別在操作炎帝。
表明早期被稱作魔女的不是一希汀而是禮央子。
隨著寶島落下後生死不明。
在絕美與薰子、東逃離研究所時，駕駛舞亂伎-桑帕薩前來救援。
石蕗秋人（聲：（日）興津和幸；（港）楊耀泰）
禮央子手下四天王之一。使用鋼筆舞武器戰鬥，可射擊雷射。柔和的容貌，頭腦清晰，四天王中戰鬥力最高被比喻成天才，生活能力皆為零。
靜流的舅舅，曾受靜流母親的拜託去理解將自己困於房間內的靜流。
曾當過俄羅斯隊雙胞胎姐妹的老師。
在俄羅斯隊偷取無首心臟時作為最後一關，但卻故意放走對方並在一秒內對方額頭與脖子上寫下評價。
寶島落下時與絕美，使用快要毀壞的舞武器阻止核彈攻擊後，生死不明。
在舞亂伎來襲別墅時，告知黃金等人舞武器的真正用法，並說:「我在你們這個年紀的時候就領悟到了，沒想到你們的悟性這麼差」。
首相（聲：稻田徹）
日本首相。領導萬流禮央子下的傀儡政權。
前任首相因下令全面封殺舞武器使，禮央子變帶領四天王。
殺光已墮落的政府，而現任首相當時只是剛好出現小職員。
禮央子說：「我將會把你捧上日本首相的位子，你就好好的作為我們的傀儡吧」。

### 主要角色的家族
一希明（聲：（日）小山力也；（港）楊耀泰）
東的父親。
一次舞亂伎大批甦醒時，帶著東和薰子乘坐王舞前往地球避難。
到達地球後將薰子留在台灣，並帶著東到世界各處旅行。
10年後，從薰子口中得知2年前帶著解藥回到寶島。
東回到寶島後從母親口中得知以死亡，據說是病死。
一希汀（聲：（日）柚木涼香；（港）王夢華）
東的母親。其舞亂伎為王舞。
負責阻止舞亂伎由「寶島」降落至地球，並使其沉睡。但一次因大批舞亂伎甦醒，而不得不利用「王舞」將明及一對子女帶至安全的地方——地球，自己則留守「寶島」繼續阻止其他舞亂伎，生死未明。同時因此事被地球人（特別是禮央子等人）稱為魔女。
24年前前往寶島後便下達所有舞亂伎的心臟停止的指令，使得用身體為代價作為心臟禮央子，成為唯一心臟會跳動的舞武器使。
在駕駛舞亂伎-桑帕薩破壞沉入海溝的寶島後，遇上王舞的意識，並被告知其為「既是人類又舞亂伎」，相當於舞亂伎的孩子，說明了為何汀已孕育後代，卻仍擁有靈子的現象。
後來被王舞意識帶到過去破壞炎帝心臟的時間點，發現炎帝沒有將禮央子的身軀轉化為心臟，決定以自己作為炎帝大腦，操控炎帝將禮央子作為心臟，為禮央子續命。同時因為和炎帝同化，汀漸漸失去自身的意識。
在炎帝破壞掉杜洛克後，汀的意識覺醒，並將東與薰子託付給禮央子，與炎帝乘上舞亂伎之神的頭部離開地球。
一希薰子（聲：（日）金元壽子）
東的雙胞胎妹妹。
動畫第7話尾部，笑著說：「東什麼都不明白」。
動畫第12話最後出場敘述要以自己開始為主的劇情世界觀，也訂定了下次劇情內容。
現在居住台灣。
朝吹玄馬（聲：（日）土田大）
黃金的父親。
被周作視為對手。
撂倒周作時，被周作部下意外射殺。
種臣桃香（聲：井上喜久子）
靜流的母親。
野野由樹（聲：濱田賢二）
柊的父親。認為被一希汀拋棄，整天嗜酒如命。
一希汀則說明前往寶島的前一天柊出生，「岩融」自動選擇了柊為主人。
所以汀不敢帶著失去力量的他去寶島（寶島再汀去以前並不是人能居住的地方）。

### 美國隊
艾比佐·艾凡斯（聲：（日）細谷佳正；（港）陳冠宏）
持有舞亂伎-梅格拉拉的心臟。
路易斯·加西亞（聲：（日）木島隆一；（港）陳健豪）
持有舞亂伎-梅格拉拉的右手，舞武器有著迴旋標的外型。
法拉·文勞夫（聲：（日）葉山郁美；（港）石梓晴）
持有舞亂伎-梅格拉拉的左手，舞武器有著大斧的外型，熱愛啦啦隊。
瓦格爾拉·哈勒（聲：（日）山下大輝；（港）杜景煜）
持有舞亂伎-梅格拉拉的左腳，舞武器有著槍的外型。
多米娜·多恩（聲：（日）和氣杏未；（港）陈雪莹）
持有舞亂伎-梅格拉拉的右腳，舞武器有著流星槌的外型。

### 俄羅斯舞武器使
馬克西姆·亞瑟尼埃維奇·巴拉奇雷夫（聲：（日）河西健吾；（港）郭立文）
舞亂伎-桑帕薩的心臟使。
琉德米拉·亞瑟尼埃烏那·巴拉奇雷瓦（聲：（日）淺倉杏美；（港）高可慧）
舞亂伎-桑帕薩的右手使，舞武器外型為鐮刀。以前跟石蕗秋人學過戰鬥的方法。
吉安娜·亞瑟尼埃烏那·巴拉奇雷瓦（聲：（日）小林優；（港）楊婉潼）
舞亂伎-桑帕薩的左手使，舞武器外型為大槌。以前跟石蕗秋人學過戰鬥的方法。
伊格納特·波斯波羅斯（聲：（日）古川慎；（港）黃龍傑）
竊取舞亂伎-無首的心臟。與戴爾斯逃跑遇上石蕗秋人攔截時，被用鋼筆在脖子寫下「做的很好」。
戴爾斯·尼吉尼（聲：（日）山下誠一郎；（港）嚴鎮華）
平時相當沉默。與伊格納特逃跑遇上石蕗秋人攔截時，被用鋼筆在額頭寫下「還需努力」。

### 亞洲舞武器使
劉毅（聲：淺沼晉太郎）
舞亂伎-巴特洛夫的心臟使。
趙櫻蘭（聲：長繩麻理亞）
舞亂伎-巴特洛夫的右手使。
温子儒（聲：熊谷健太郎）
白靖承（聲：江口拓也）
拉克什米（聲：園崎未惠）
舞亂伎-巴特洛夫的左腳使。

### 英國舞武器使
蕾蒂西亞·尼爾基利·斯旺森（聲：（日）本渡楓；（港）翟耀輝）
舞亂伎-艾彼梅的心臟使

### 其他角色
奇
民主陣線的最高權力人，意圖喚醒舞亂伎之神-狄歐斯・瑪格納。
企圖將所有舞武器使消滅，使世界重新回到人類的手裡。
市東古哲（聲：稻田徹）

## 用語解說
舞亂伎
王舞
心臟由「一希家」代代繼承的舞亂伎。
10年前寶島的舞亂伎們的大暴走，為了逃走，東他們乘著王舞從寶島落下自東京灣。現在正處於礼央子的監視之下、新宿的地下監獄「舞亂伎的牢獄」封印著。
炎帝
過去汀駕駛王舞，切斷炎帝的雙手雙腳後破壞心臟，炎帝失去心臟後以禮央子的身體作為代替。
與從寶島落下的舞亂伎 無首對決，但沒有手腳的炎帝處於下風。
後來藉助王舞的手腳以壓倒性的力量，將無首切斷雙手並把身體撕成兩半。
梅格拉拉
美國隊的舞亂伎。
桑帕薩
俄羅斯隊的舞亂伎。
艾彼梅
英國隊的舞亂伎。
巴特洛夫
臺灣隊的武亂伎。
炎帝王舞
東與禮央子兩人讓王舞與炎帝融為一體的舞亂伎，力量非常強大。
杜洛克
外表似紫色的王舞，東等人在雪山意外遇到的舞亂伎，本身依然殘留有意識，與一希汀相識。
後來被奇操控，進入舞亂伎之神的頭部作為中樞。
狄歐斯・瑪格納
被稱作舞亂伎的始祖，寶島即為其身軀，彗星為其頭部，非常善良，來到地球時，不願損害地球上的生命，選擇讓自己長眠與此。
舞武器戰
自古流傳下來的一種以舞武器作為賭注的決鬥，贏的人可以奪取敗者的舞武器。
同部位舞武器互相鎖定後，其他人將無法干涉決鬥。

## 電視動畫

### 製作人員
- 原作：Quadrangle
- 監督：小松田大全
- 系列構成、劇本：石井二郎、北島行德
- 角色設計：小崎佑輔
- 舞亂伎設計：吉川達哉
- 舞武器設計：朝霧
- 機械設計：高倉武史
- 道具設計：岩永悅宜
- 副角色設計：尾崎智美
- 視覺設計：有馬智之、瀨島卓也
- CG監督：鈴木大介
- 3DCG監督：足立博志
- 技術監督：金田剛久、小嶋理子
- 動畫監督：植高正典、石川真平、三村厚史、中村基樹
- 美術監督、設定：金子雄司
- 色彩設計：垣田由紀子
- 攝影監督：池田新助
- 編集：廣瀨清志
- 音響監督：明田川仁
- 音樂：橫山克
- 音樂製作：KADOKAWA
- 動畫製作：三次元
- 製作：BBKBRNK Partners（KADOKAWA、ULTRA SUPER PICTURES、東星、颯美、AT-X、Sony Music Communications、台灣角川、武士道、電通）

### 主題曲
片頭曲
「Beat your Heart」（第1話－第12話）
作詞：松浦勇氣、AIJ，作曲：松浦勇氣，編曲：宮崎誠，主唱：鈴木KONOMI
（第13話－第24話）
作詞、作曲、編曲：té，主唱：萬流禮央子（潘惠美）
片尾曲
「ANGER/ANGER」（第2話－第12話）
作詞、作曲、編曲、主唱：MYTH & ROID
「so beautiful; - )」（第14話－第22話、第24話）
作詞：零，作曲、編曲：fu_mou，主唱：種臣靜流（小松未可子）
「Beat your Heart」（第23話）
作詞：松浦勇氣、AIJ，作曲：松浦勇氣，編曲：宮崎誠，主唱：鈴木KONOMI

### 各話列表
| 話數              | 日文標題                        | 中文標題       | 劇本                         | 分鏡                  | 演出       | 動畫監督          | 作畫監督            | 片頭插畫 | 片尾插畫     |
| 第1期             | 第1期                           | 第1期          | 第1期                        | 第1期                 | 第1期      | 第1期             | 第1期               | 第1期    | 第1期        |
| ----------------- | ------------------------------- | -------------- | ---------------------------- | --------------------- | ---------- | ----------------- | ------------------- | -------- | ------------ |
| 第一話            | Earthbound Giant                | 魔女之子       | 北島行德 石井二郎            | 小松田大全            | 小松田大全 | 三村厚史          | 茶之原拓也 武藤信宏 | 不適用   | 吉川達哉     |
| 第二話            | Blazing Berserker               | 火焰巨人       | 北島行德 石井二郎            | 小松田大全            | 松下周平   | 中村基樹          | 茶之原拓也 武藤信宏 | 不適用   | 大野勉       |
| 第三話            | The Heart Meets Arms            | 心臟與手足     | 北島行德 石井二郎            | 村田和也              | 久保田雄大 | 石川真平          | 茶之原拓也 武藤信宏 | 不適用   | Azusa        |
| 第四話            | The Right Hand Bites The Bullet | 右手與手槍     | 北島行德 石井二郎            | 平井義通              | 平井義通   | 植高正典          | 茶之原拓也          | 不適用   | 涼香         |
| 第五話            | 2 Swords × 8 Rings              | 劍與戒指       | 北島行德 石井二郎            | 增井壯一              | 林直孝     | 三村厚史          | 武藤信宏            | 不適用   |              |
| 第六話            | A Clockwork Whiz                | 灰色寶石       | 北島行德 石井二郎            | 佐野隆史 小松田大全   | 松下周平   | 鈴木大介          | 茶之原拓也 武藤信宏 | 不適用   | Hisasi       |
| 第七話            | Master Of Gravity               | 無頭巨人       | 北島行德 石井二郎            | 新留俊哉 小松田大全   | 野上和男   | 中村基樹          | 武藤信宏            | 不適用   | NaBaBa       |
| 第八話            | Storm Bringer                   | 停止跳動的心臟 | 北島行德 石井二郎            | 佐野隆史 小松田大全   | 久保田雄大 | 石川真平          | 武藤信宏            | 不適用   |              |
| 第九話            | The Heart Beats Again           | 拳頭與拳頭     | 北島行德 石井二郎            | 林直孝 小松田大全     | 林直孝     | 植高正典          | 茶之原拓也          | 不適用   | 比村奇石     |
| 第十話            | Treasure Island                 | 破碎的心臟     | 北島行德 石井二郎            | 增井壯一              | 平井義通   | 三村厚史          | 武藤信宏            | 不適用   | Third Echoes |
| 第十一話          | The Dreamcatcher                | 不死少女       | 北島行德 石井二郎            | 山本秀世 小松田大全   | 松下周平   | 鈴木大介 中村基樹 | 茶之原拓也          | 不適用   | 左           |
| 第十二話          | Two Hesrts                      | 寶島少年       | 北島行德 石井二郎            | 笹木信作 小松田大全   | 久保田雄大 | 石川真平          | 武藤信宏            | 不適用   | 小崎佑輔     |
| 第2期「星之巨人」 |                                 |                |                              |                       |            |                   |                     |          |              |
| 第十三話          | Unique Girl                     | 黑色的王舞     | 北島行德 石井二郎 小松田大全 | 小松田大全            | 野上和男   | 三村厚史 中村基樹 | 茶之原拓也          |          | U35          |
| 第十四話          | The Menacing Comet              | 虛假的心臟     | 北島行德 石井二郎 小松田大全 | 小松田大全            | 林直孝     | 三村厚史 中村基樹 | 茶之原拓也          | uni      |              |
| 第十五話          | The Bullet Hit The Right Eye    | 右手的傷       | 北島行德 石井二郎 小松田大全 | 松下周平 小松田大全   | 松下周平   | 石川真平          | 茶之原拓也          | 暮明     | 未來電機     |
| 第十六話          | The Night Of The Hunter         | 獵人子彈       | 北島行德 石井二郎 小松田大全 | 小松田大全            | 平井義通   | 植高正典          | 茶之原拓也          |          |              |
| 第十七話          | What Would You Fight For?       | 要塞島         | 北島行德 石井二郎 小松田大全 | 野上和男 小松田大全   | 野上和男   | 三村厚史          | 茶之原拓也          |          | 紅緒         |
| 第十八話          | The Executioner's Scythe        | 蝴蝶與死刑台   | 北島行德 石井二郎 小松田大全 | 林直孝 小松田大全     | 林直孝     | 中村基樹          | 茶之原拓也          | 裏方     | POKImari     |
| 第十九話          | The Wooden Heart                | 兄與妹         | 北島行德 石井二郎 小松田大全 | 松下周平 小松田大全   | 松下周平   | 石川真平          | 茶之原拓也          |          |              |
| 第二十話          | The Rebellions                  | 反叛的手足     | 北島行德 石井二郎 小松田大全 | 久保田雄大 小松田大全 | 久保田雄大 | 植高正典          | 菅野千愛            |          |              |
| 第二十一話        | Swan Song                       | 天鵝之歌       | 北島行德 石井二郎 小松田大全 | 小松田大全            | 野上和男   | 三村厚史          | 茶之原拓也          | 人米     |              |
| 第二十二話        | The Comet Opens Its Eyes        | 覺醒的彗星     | 北島行德 石井二郎 小松田大全 | 小松田大全            | 平井義通   | 中村基樹          | 茶之原拓也          | 时雨羽衣 | 神山彩       |
| 第二十三話        | The Gentle Giants Of The Galaxy | 星之巨人       | 北島行德 石井二郎 小松田大全 | 小松田大全            | 林直孝     | 石川真平          | 菅野千愛            |          |              |
| 第二十四話        | Scrap-Book                      | 眾冒險者       | 北島行德 石井二郎 小松田大全 | 小松田大全            | 松下周平   | 植高正典          | 茶之原拓也          |          |              |

### 播放電視台
| 播放地區 | 播放電視台 | 播放日期                | 播放時間（UTC+9）         | 所屬聯播網   | 備註                    |
| 第1期    | 第1期      | 第1期                   | 第1期                     | 第1期        | 第1期                   |
| -------- | ---------- | ----------------------- | ------------------------- | ------------ | ----------------------- |
| 東京都   | TOKYO MX   | 2016年1月9日－3月26日   | 星期六 22時00分－22時30分 | 獨立局       |                         |
| 日本全國 | AT-X       | 2016年1月9日－3月26日   | 星期六 22時00分－22時30分 | 衛星電視     | 有重播                  |
| 京都府   | KBS京都    | 2016年1月9日－3月26日   | 星期六 25時30分－26時00分 | 獨立局       |                         |
| 愛知縣   | 愛知電視台 | 2016年1月9日－3月26日   | 星期六 26時50分－27時20分 | 東京電視網   |                         |
| 兵庫縣   | SUN電視台  | 2016年1月10日－3月27日  | 星期日 25時30分－26時00分 | 獨立局       |                         |
| 日本全國 | BS11       | 2016年1月10日－3月27日  | 星期日 25時30分－26時00分 | 衛星電視     |                         |
| 香港     | ViuTV      | 2016年7月5日－9月20日   | 星期二 24時15分－24時45分 | 數碼地面電視 | UTC+8 中文字幕 粵日雙語 |
| 第2期    |            |                         |                           |              |                         |
| 日本全國 | AT-X       | 2016年10月1日－12月17日 | 星期六 21時30分－22時00分 | 衛星電視     | 有重播                  |
| 東京都   | TOKYO MX   | 2016年10月1日－12月17日 | 星期六 22時00分－22時30分 | 獨立局       |                         |
| 京都府   | KBS京都    | 2016年10月1日－12月17日 | 星期六 25時30分－26時00分 | 獨立局       |                         |
| 愛知縣   | 愛知電視台 | 2016年10月1日－12月17日 | 星期六 26時50分－27時20分 | 東京電視網   |                         |
| 兵庫縣   | SUN電視台  | 2016年10月2日－         | 星期日 25時30分－26時00分 | 獨立局       |                         |
| 日本全國 | BS11       | 2016年10月2日－         | 星期日 25時30分－26時00分 | 衛星電視     |                         |

| ViuTV 星期二 24:15－24:45 節目 8月30日至9月20日 24:45－25:15 | ViuTV 星期二 24:15－24:45 節目 8月30日至9月20日 24:45－25:15 | ViuTV 星期二 24:15－24:45 節目 8月30日至9月20日 24:45－25:15 |
| ------------------------------------------------------------ | ------------------------------------------------------------ | ------------------------------------------------------------ |
|                                                              | 舞武器舞亂伎 （2016年7月5日－9月20日）                       |                                                              |
| 東京喰種√A                                                   | 英超精華 （23:45－24:45）                                    |                                                              |
| 星期日 24:30－25:00 節目                                     |                                                              |                                                              |
| 2018年世界盃足球賽 決賽：法國 對 克羅地亞 (21:45-01:45)      | 舞武器舞亂伎 (重播) （2018年7月22日－）                      | —                                                            |

### BD / DVD
| 卷數  | 發售日期      | 收錄話數   | 規格編號   | 規格編號   |
| 卷數  | 發售日期      | 收錄話數   | BD         | DVD        |
| 第1期 | 第1期         | 第1期      | 第1期      | 第1期      |
| ----- | ------------- | ---------- | ---------- | ---------- |
| 1     | 2016年4月27日 | 第1－3話   | ZMXZ-10541 | ZMBZ-10551 |
| 2     | 2016年5月25日 | 第4－6話   | ZMXZ-10542 | ZMBZ-10552 |
| 3     | 2016年6月24日 | 第7－9話   | ZMXZ-10543 | ZMBZ-10553 |
| 4     | 2016年7月27日 | 第10－12話 | ZMXZ-10544 | ZMBZ-10554 |
| 第2期 |               |            |            |            |
| 1     | 2017年2月24日 | 第13－24話 | ZMAZ-10888 | ZMSZ-10889 |

## 外部連結
- 官方網站 （页面存档备份，存于）（日語）
- 舞武器·舞亂伎的X（前Twitter）（日語）